# قلعه آکوتاگاوایاما

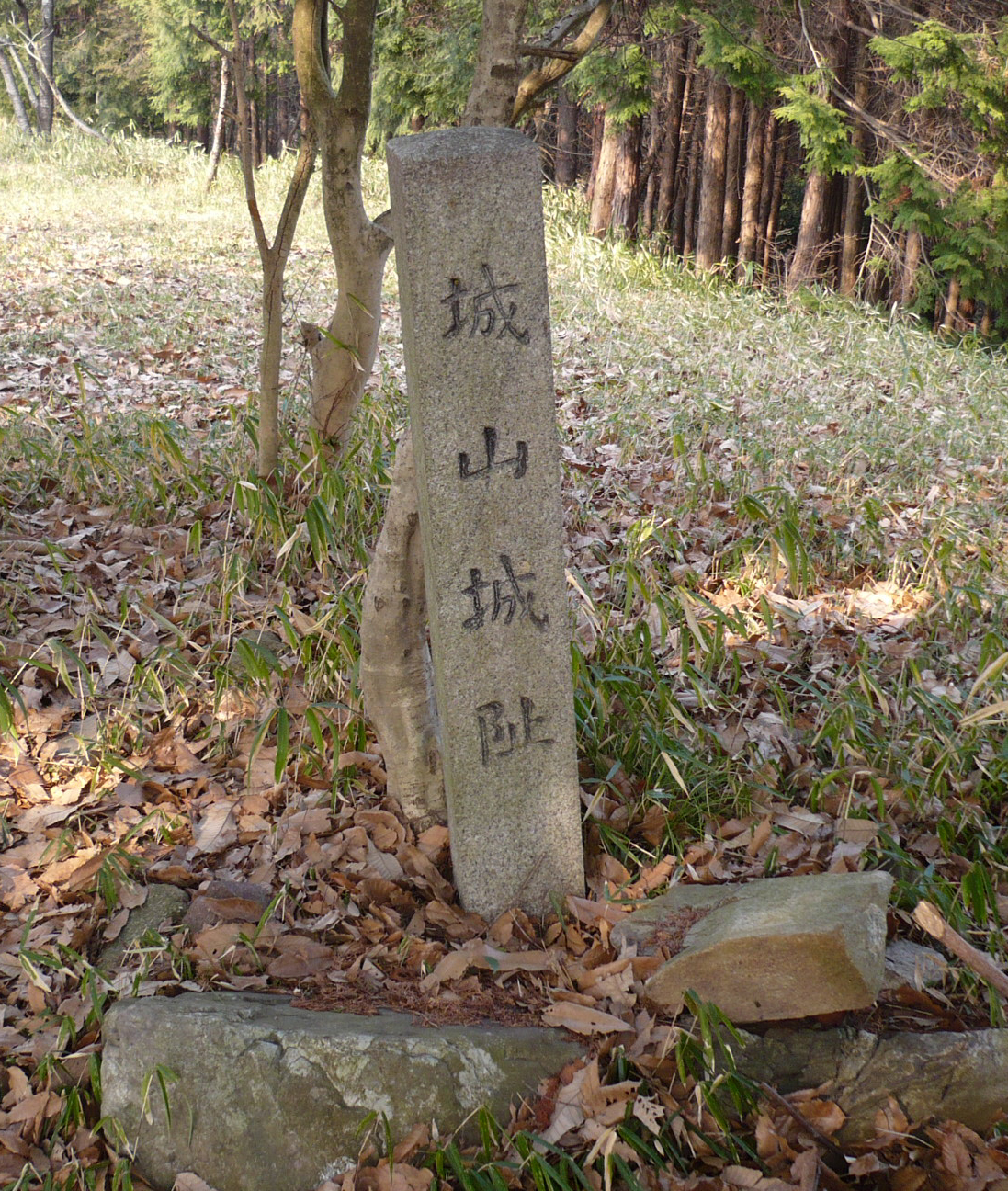
آثار باقی مانده از قلعه

قلعه آکوتاگاوایاما (به ژاپنی: 芥川山城) یک قلعه ژاپنی است که قبلاً در ولایت ستسو (امروزی شهر تاکاتسوکی، استان اوساکا)، ژاپن قرار داشت.
این قلعه در سال ۱۵۱۵ توسط هوسوکاوا تاکاکونی ساخته شد. این قلعه سپس به تصرف خاندان میوشی درآمد.